# David Concha
David Concha Salas (Santander, 20 novembre 1996) è un calciatore spagnolo, centrocampista svincolato.

## Caratteristiche tecniche
È un esterno destro.

## Carriera

### Club
Cresciuto nelle giovanili del Racing Santander, ha esordito il 10 dicembre 2013 in un match vinto 1-0 contro l'UD Logroñés.
Nel luglio 2022 è approdato in Svezia all'Hammarby, club allenato dal suo connazionale Martí Cifuentes. In metà campionato ha totalizzato 13 presenze (di cui solo una da titolare), poi nel gennaio 2023 ha deciso di ritirarsi dal calcio giocato con effetto immediato all'età di 26 anni.
È tornato tuttavia in attività nel luglio 2023, quando ha firmato un contratto annuale con opzione per un secondo anno con il Gimnàstic, squadra con sede a Tarragona, militante in Primera Federación.

### Nazionale
Ha giocato nella nazionale spagnola Under-19.

## Statistiche

### Presenze e reti nei club
Statistiche aggiornate al 7 luglio 2017.
| Stagione        | Squadra          | Campionato      | Campionato | Campionato | Coppe nazionali | Coppe nazionali | Coppe nazionali | Coppe continentali | Coppe continentali | Coppe continentali | Altre coppe | Altre coppe | Altre coppe | Totale | Totale | Totale |
| Stagione        | Squadra          | Comp            | Pres       | Reti       | Comp            | Pres            | Reti            | Comp               | Pres               | Reti               | Comp        | Pres        | Reti        | Pres   | Reti   |        |
| --------------- | ---------------- | --------------- | ---------- | ---------- | --------------- | --------------- | --------------- | ------------------ | ------------------ | ------------------ | ----------- | ----------- | ----------- | ------ | ------ | ------ |
| 2013-2014       | Racing Santander | SB              | 13         | 0          | CR              | 2               | 1               |                    | -                  | -                  |             | -           | -           | 15     | 1      |        |
| 2014-2015       | Racing Santander | SD              | 35         | 5          | CR              | 0               | 0               |                    | -                  | -                  |             | -           | -           | 35     | 5      |        |
| Totale carriera | Totale carriera  | Totale carriera | 48         | 5          |                 | 2               | 1               |                    | -                  | -                  |             | -           | -           | 50     | 6      |        |
| 2015-2016       | Numancia         | SD              | 26         | 5          | CR              | 1               | 0               |                    | -                  | -                  |             | -           | -           | 27     | 5      |        |
| 2016-2017       | Real Sociedad    | PD              | 8          | 0          | CR              | 3               | 0               |                    | -                  | -                  |             | -           | -           | 11     | 0      |        |
| Totale carriera | Totale carriera  | Totale carriera | 82         | 10         |                 | 6               | 1               |                    | -                  | -                  |             | -           | -           | 88     | 11     |        |

## Palmarès

### Nazionale
- Campionato d'Europa Under-19: 1

2015